# Condado de Dorchester (Maryland)
O Condado de Dorchester é um dos 23 condados do Estado americano de Maryland. A sede do condado é Cambridge, e sua maior cidade é Cambridge. O condado possui uma área de 2 546 km² (dos quais 1 102 km² estão cobertos por água), uma população de 30 674 habitantes, e uma densidade populacional de 21 hab/km² (segundo o censo nacional de 2000). O condado foi fundado em 1669.